# Half Written Story
Half Written Story è il secondo EP della cantante statunitense Hailee Steinfeld, pubblicato l'8 maggio 2020 su etichetta Republic Records.

## Promozione
L'EP è stato supportato e anticipato dalla pubblicazione di due singoli: il primo, Wrong Direction, è stato reso disponibile il 1º gennaio 2020, mentre il secondo, I Love You's, è uscito il 26 marzo successivo.

## Tracce
1. I Love You's – 3:36 (David Freeman, David Stewart, Joseph Hughes, Jessica Agombar, Sarah Griffiths)
2. Your Name Hurts – 3:42 (Hailee Steinfeld, Caroline Pennell, Elizabeth Lowell Boland, Jin Jin, Stephen Kozmeniuk)
3. End This (L.O.V.E.) – 3:03 (Hailee Steinfeld, Bert Kaempfert, Elizabeth Lowell Boland, Milt Gabler, Stephen Kozmeniuk, Trey Campbell)
4. Man Up – 2:48 (Hailee Steinfeld, Brett McLaughlin, Dernst Emile, Elizabeth Lowell Boland, Kennedi Lykken)
5. Wrong Direction – 4:08 (Hailee Steinfeld, Elizabeth Lowell Boland, Skyler Stonestreet, Stephen Kozmeniuk)

## Formazione
Musicisti
- Hailee Steinfeld – voce
- Caroline Pennell – cori (traccia 2)
- Elizabeth Lowell Boland – cori (tracce 2-5), pianoforte (traccia 5)
- Todd Clark – cori (traccia 5)
- Skyler Stonestreet – cori (traccia 5)
- Stephen Kozmeniuk – batteria (tracce 2 e 4), basso (traccia 5), sintetizzatore (traccia 5), programmazione (tracce 2, 3 e 5)
- Hrag Sanbalian – sintetizzatore (traccia 2)
- David Stewart – programmazione (traccia 1)
- The 23rd – programmazione (traccia 3)
- D'Mile – programmazione (traccia 4)
- Drew Jurecka – arrangiamento strumenti ad arco (traccia 5)

Produzione
- Koz – produzione (tracce 2, 3 e 5)
- David Stewart – produzione (traccia 1)
- The 23rd – produzione (traccia 3)
- D'Mile – produzione (traccia 4)
- John Hanes – ingegneria acustica (traccia 1)
- Randy Merrill – mastering (traccia 1)
- Șerban Ghenea – missaggio (traccia 1)
- Matty Green – missaggio (traccia 2)
- Jamie Snell – missaggio (tracce 3 e 4)
- Ewan Vickery – assistenza al missaggio (tracce 3 e 4)
- Josh Gudwin – missaggio (traccia 5)
- Matt Snell – assistenza alla registrazione (traccia 5)
- Phil Hotz – assistenza alla registrazione (traccia 5)